# Barrancas del Orinoco
Barrancas del Orinoco é uma cidade venezuelana localizada no estado de Monagas, sendo a capital do município de Sotillo. A cidade está situada às margens do rio Orinoco, e é considerada uma das comunidades mais antigas da região oriental da Venezuela.

## História
Barrancas del Orinoco tem origens que remontam ao período colonial, sendo uma das primeiras povoações formadas na margem oriental do rio Orinoco. Sua localização estratégica fez da cidade um importante ponto de passagem e comércio entre comunidades indígenas e colonizadores espanhóis.

## Geografia
Localizada em uma planície próxima ao rio Orinoco, Barrancas está a cerca de 20 metros de altitude. A região é marcada por clima quente e úmido, com vegetação típica de floresta tropical e áreas de várzea.

## População
Com população estimada em cerca de 17.000 habitantes, a cidade abriga comunidades de diferentes origens, incluindo descendentes de povos indígenas e moradores de zonas rurais próximas. É considerada o núcleo urbano mais relevante do município de Sotillo.

## Economia
A economia de Barrancas é baseada na pesca artesanal, agricultura familiar, atividades de extração e no comércio fluvial. O rio Orinoco desempenha papel fundamental no transporte e abastecimento da cidade.

## Transporte
Barrancas del Orinoco conta com portos fluviais que conectam a cidade com outras localidades da Venezuela. O transporte terrestre é complementado por estradas que ligam a cidade a outras partes do estado de Monagas.